# Sid Brews
Sydney F. (Sid) Brews (Blackheath, Engeland, 29 mei 1899 - 1972) was een golfprofessional uit Zuid-Afrika.
Sid Brews was de beste golfer van Zuid-Afrika in de jaren twintig, totdat Bobby Locke ten tonele verscheen en in 1935 zijn eerste Zuid-Afrikaans Open won. Vast staat dat hij verspreid over vier decennia acht maal het Zuid-Afrikaans Open won en zes maal het PGA Kampioenschap. Hij won beide voor het laatst in 1952 op 53-jarige leeftijd. Daarnaast won hij 8x het Transvaal Open, 4x het Natal Open, beide in Zuid-Afrika, en 5x het European Open.
In 1934 eindigde hij op de Royal St George's Golf Club op de tweede plaats op het Brits Open, net achter Henry Cotton. Dat jaar ging hij in Johannesburg werken, hij bleef daar 35 jaar.
Brews heeft in Zuid-Afrika ook golfbanen ontworpen van Beachwood, Mount Edgecombe Country Club (1935), Umdoni Park Golf Club, Glenvista Country Club en Houghton Golf Club, waar hij werkte.

## Gewonnen

#### Zuid-Afrika
- 1925: South African Open (score 295)
- 1926: South African PGA Championship
- 1927: South African Open (301)
- 1928: South African PGA Championship
- 1930: South African Open (297)
- 1931: South African Open (302)
- 1933: South African Open (297), South African PGA Championship
- 1934: South African Open (319), South African PGA Championship
- 1936: South African PGA Championship
- 1949: South African Open (291)
- 1952: South African Open (305), South African PGA Championship

#### Europa
- 1929: Belgian Open
- 1934: French Open, Dutch Open
- 1935: French Open, Dutch Open
- European Open: 5x

#### Verenigde Staten
- 1935: Philadelphia Open